# نير علي دادا
نير علي دادا (بالأردية: نیر علی دادا) (ولد نير علي الزيدي؛ 11 نوفمبر 1943) هو مهندس معماري باكستاني.

## الجوائز والتقديرات
- فخر الأداء [الإنجليزية] جائزة من حكومة باكستان في 1992
- جائزة آغا خان للعمارة في 1998[1]
- ستارة الامتياز (نجمة التميز) جائزة من رئيس باكستان في 2003[2]
- هلال الامتياز جائزة من رئيس باكستان في 2018[3]

## روابط خارجية
- "Nayyar Ali Dada & Associates website". مؤرشف من الأصل في 2024-11-17.
- "Nayyar Ali Dada". ArchNet Islamic Architecture Community. مؤرشف من الأصل في 23 فبراير 2007.
- "Personalities (Professional): Nayyar Ali Dada". شتات باكستاني. مؤرشف من الأصل في 15 يناير 2007.